# Urechis novaezealandiae
Urechis novaezealandiae is een lepelworm uit de familie Urechidae.
De wetenschappelijke naam van de soort werd in 1897 gepubliceerd door Dendy.